# Eurhynchium yezoanum
Eurhynchium yezoanum là một loài rêu trong họ Brachytheciaceae. Loài này được S. Okamura mô tả khoa học đầu tiên năm 1916.